# Giro de Emilia 2022
La 105.ª edición de la clásica ciclista Giro de Emilia fue una carrera en Italia que se celebró el 1 de octubre de 2022 con inicio en la ciudad Carpi y final en el Santuario de Nuestra Señora de San Luca la ciudad de San Luca sobre un recorrido de 198,7 kilómetros.
La carrera formó parte del UCI ProSeries 2022, calendario ciclístico mundial de segunda división, y fue ganada por el español Enric Mas del Movistar. Completaron el podio, como segundo y tercer clasificado respectivamente, el esloveno Tadej Pogačar del UAE Emirates y el italiano Domenico Pozzovivo del Intermarché-Wanty-Gobert Matériaux.

## Equipos participantes
Tomaron parte en la carrera 25 equipos: 16 de categoría UCI WorldTeam invitados por la organización y 9 de categoría UCI ProTeam. Formaron así un pelotón de 173 ciclistas de los que acabaron 87. Los equipos participantes fueron:
| WorldTeams (16)- AG2R Citroën Team - Astana Qazaqstan Team - Bora-Hansgrohe - Cofidis - EF Education-EasyPost - Groupama-FDJ - Ineos Grenadiers - Intermarché-Wanty-Gobert Matériaux - Israel-Premier Tech - Jumbo-Visma - Lotto-Soudal - Movistar Team - Quick-Step Alpha Vinyl - BikeExchange-Jayco - Trek-Segafredo - UAE Team Emirates ProTeams (9)- Alpecin-Deceuninck - Arkéa-Samsic - Bardiani-CSF-Faizanè - Bingoal Pauwels Sauces WB - Caja Rural-Seguros RGA - Drone Hopper-Androni Giocattoli - Eolo-Kometa - Equipo Kern Pharma - TotalEnergies |
| |

## Clasificación final
- La clasificación finalizó de la siguiente forma:[3]

| \| Clasificación general \| Clasificación general \| Clasificación general \| Clasificación general \| Clasificación general \| \| Ciclista \| Ciclista \| Equipo \| Tiempo \| \| \| --------------------- \| ----------------------- \| ---------------------------------- \| --------------------- \| --------------------- \| \| 1.º \| Enric Mas \| Movistar Team \| 4 h 55 min 31 s \| \| \| 2.º \| Tadej Pogačar \| UAE Team Emirates \| + 11 s \| \| \| 3.º \| Domenico Pozzovivo \| Intermarché-Wanty-Gobert Matériaux \| + 14 s \| \| \| 4.º \| Alejandro Valverde \| Movistar Team \| + 26 s \| \| \| 5.º \| Rigoberto Urán \| EF Education-EasyPost \| + 31 s \| \| \| 6.º \| Lorenzo Fortunato \| Eolo-Kometa \| + 37 s \| \| \| 7.º \| Rubén Fernández Andújar \| Cofidis \| + 46 s \| \| \| 8.º \| Rudy Molard \| Groupama-FDJ \| + 53 s \| \| \| 9.º \| Davide Formolo \| UAE Team Emirates \| + 1 min 12 s \| \| \| 10.º \| Michael Storer \| Groupama-FDJ \| + 1 min 13 s \| \| |                         |                                    |                 |
| |                         |                                    |                 |
| Fuente: ProCyclingStats |                         |                                    |                 |
| Clasificación general |                         |                                    |                 |
| Ciclista | Ciclista                | Equipo                             | Tiempo          |
| 1.º | Enric Mas               | Movistar Team                      | 4 h 55 min 31 s |
| 2.º | Tadej Pogačar           | UAE Team Emirates                  | + 11 s          |
| 3.º | Domenico Pozzovivo      | Intermarché-Wanty-Gobert Matériaux | + 14 s          |
| 4.º | Alejandro Valverde      | Movistar Team                      | + 26 s          |
| 5.º | Rigoberto Urán          | EF Education-EasyPost              | + 31 s          |
| 6.º | Lorenzo Fortunato       | Eolo-Kometa                        | + 37 s          |
| 7.º | Rubén Fernández Andújar | Cofidis                            | + 46 s          |
| 8.º | Rudy Molard             | Groupama-FDJ                       | + 53 s          |
| 9.º | Davide Formolo          | UAE Team Emirates                  | + 1 min 12 s    |
| 10.º | Michael Storer          | Groupama-FDJ                       | + 1 min 13 s    |

## UCI World Ranking
El Giro de Emilia otorgó puntos para el UCI World Ranking para corredores de los equipos en las categorías UCI WorldTeam, UCI ProTeam y Continental. Las siguientes tablas muestran el baremo de puntuación y los 10 corredores que obtuvieron más puntos:
| Posición              | 1.º | 2.º | 3.º | 4.º | 5.º | 6.º | 7.º | 8.º | 9.º | 10.º | 11.º | 12.º | 13.º | 14.º | 15.º | 16.º-30.º | 31.º-40.º |
| Clasificación general | 200 | 150 | 125 | 100 | 85  | 70  | 60  | 50  | 40  | 35   | 30   | 25   | 20   | 15   | 10   | 5         | 3         |

| Clasificación |                    |                                    |         |
| Posición      | Ciclista           | Equipo                             | General |
| ------------- | ------------------ | ---------------------------------- | ------- |
| 1.º           | Enric Mas          | Movistar                           | 200     |
| 2.º           | Tadej Pogačar      | UAE Emirates                       | 150     |
| 3.º           | Domenico Pozzovivo | Intermarché-Wanty-Gobert Matériaux | 125     |
| 4.º           | Alejandro Valverde | Movistar                           | 100     |
| 5.º           | Rigoberto Urán     | EF Education-EasyPost              | 85      |
| 6.º           | Lorenzo Fortunato  | EOLO-KOMETA                        | 70      |
| 7.º           | Rubén Fernández    | Cofidis                            | 60      |
| 8.º           | Rudy Molard        | Groupama-FDJ                       | 50      |
| 9.º           | Davide Formolo     | UAE Emirates                       | 40      |
| 10.º          | Michael Storer     | Groupama-FDJ                       | 35      |